# Campeonato de Wimbledon 1913
La edición 37.º del Campeonato de Wimbledon se celebró entre el 23 de junio y el 4 de julio de 1913 en las pistas del All England Lawn Tennis and Croquet Club de Wimbledon, Londres, Inglaterra.
El cuadro individual masculino lo iniciaron 116 jugadores mientras que el femenino lo iniciaron 42 tenistas.

## Hechos destacados
En la competición individual masculina se impuso el neozelandés Anthony Wilding logrando el cuarto título que obtendría en el torneo al imponerse en la final al americano Maurice McLoughlin.
En la competición individual femenina la victoria fue para la británica Dorothea Douglass logrando el sexto título que obtendría en Wimbledon al imponerse a la británica Winifred McNair.

## Palmarés
| Seniors              | Vencedor                      | Resultado          | Finalista                                    | Finalista |
| -------------------- | ----------------------------- | ------------------ | -------------------------------------------- | --------- |
| Individual masculino | Anthony Wilding               | 8–6, 6–3, 10–8     | Maurice McLoughlin                           |           |
| Individual femenino  | Dorothea Douglass             | 6–0, 6–4           | Winifred McNair                              |           |
| Dobles masculino     | Herbert Barrett Charles Dixon | 6–2, 6–4, 4–6, 6–2 | Heinrich Kleinschroth Friedrich Wilhelm Rahe |           |
| Dobles femenino      | Winifred McNair Dora Boothby  | 4–6, 2–4 retirada  | Charlotte Cooper Sterry Dorothea Douglass    |           |
| Dobles mixto         | Hope Crisp Agnes Tuckey       | 3–6, 5–3 retirada  | James Cecil Parke Ethel Thomson Larcombe     |           |

## Cuadros Finales

### Torneo individual  femenino
| Predecesor: 1912                           | Campeonato de Wimbledon 1913 | Sucesor: 1914                                       |
| Predecesor: Campeonato de Australasia 1913 | Grand Slam 1913              | Sucesor: Campeonato nacional de Estados Unidos 1913 |

- Datos: Q1693428
- Multimedia: 1913 Wimbledon Championships / Q1693428